# Península Ibèrica prehistòrica

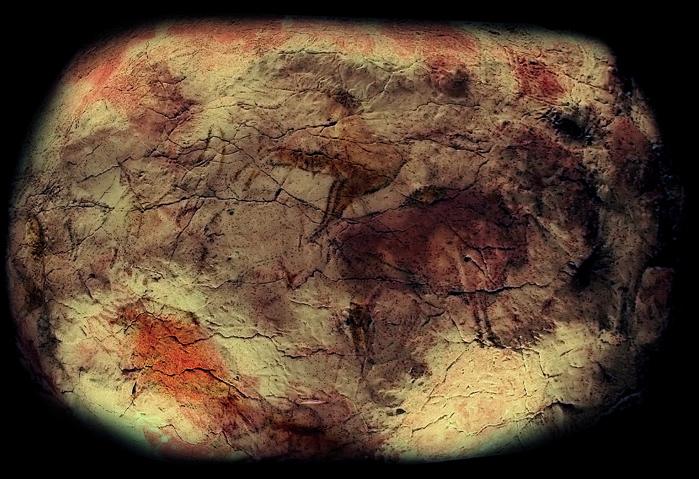
Pintura al sostre de la cova d'Altamira

La prehistòria de la península Ibèrica comença amb l'arribada dels primers homínids fa 1.200.000 anys, i acaba amb les guerres púniques, quan el territori entra en els dominis de la història escrita.
En aquest llarg període, alguns dels seus llocs més significatius foren per acollir els últims neandertals, per desenvolupar alguns dels elements més impressionants de l'art paleolític, juntament amb el sud de França, per ser seu de les primeres civilitzacions de l'Europa occidental i finalment per convertir-se en els objectius colonials més desitjats per la seva posició estratègica i les seves moltes riqueses minerals.

## Paleolític inferior i mitjà
El poblament d'homínids de la península Ibèrica es remunta al Paleolític. Les primeres restes d'homínids han estat descobertes en diversos llocs de la península. L'evidència significativa d'una continuada ocupació de la península per l'humà de Neandertal també ha estat descoberta. Els homo sapiens van entrar per primera vegada cap al final del Paleolític. Durant un temps, neandertals i humans moderns coexistiren fins que el primers va ser portats finalment cap a l'extinció. L'humà modern continua habitant la península en els períodes del Mesolític i el Neolític.
El territori ibèric té una gran quantitat de jaciments prehistòrics. Moltes de les restes prehistòriques més ben conservades es troben a la regió d'Atapuerca, rica en coves de pedra calcària que s'han conservat al llarg d'un milió d'anys d'evolució humana. Entre aquests llocs és la cova de Gran Dolina, on sis esquelets d'homínids, datats d'entre 780.000 i 1.2 milions d'anys, van ser trobats el 1994. Els experts han debatut sobre si aquests esquelets pertanyen a l'espècie Homo erectus, Homo heidelbergensis, o a una nova espècie anomenada Homo antecessor. A la Gran Dolina, els investigadors han trobat evidència d'eines per a esbocinar animals i altres homínids, la primera evidència de canibalisme en una espècie d'homínid. L'evidència de foc també s'ha trobat al lloc, la qual cosa suggereix que van cuinar la seva carn.
També a Atapuerca està l'indret de la sima de los Huesos, o avenc dels Ossos. Els excavadors han trobat les restes de 30 homínids datats d'haver viscut fa 400.000 anys. Les restes s'han classificat provisionalment com a Homo heidelbergensis i poden ser avantpassats dels neandertals. Cap evidència d'habitatge s'ha trobat al lloc, a excepció d'una pedra de destral de mà, i totes les restes són d'adults joves o adolescents. La similitud d'edat suggereix que les restes no van ser el resultat de cap accident. La col·locació aparentment deliberada de les restes i la manca d'habitatge pot significar que els cossos van ser soterrats deliberadament a la boca com un lloc d'enterrament, cosa que faria del lloc la primera evidència d'enterrament d'homínids.
Al voltant del 200.000 aC, durant el període del Paleolític inferior, els neandertals va entrar per primera vegada a la península Ibèrica. Al voltant del 70000 aC, durant el període del Paleolític mitjà, va començar la darrera edat de gel i se'n va establir la cultura neandertal mosteriana. Al voltant del 35000 aC, durant el Paleolític superior, va començar el període cultural neandertal châtelperronià; emanà aquesta cultura del sud de l'Europa continental fins a estendre's al nord de la península Ibèrica. Aquesta cultura va continuar existint fins que al voltant del 28000 aC l'humà de Neandertal es va enfrontar a la seva extinció, i el seu últim refugi fou el que avui en dia és Portugal.
Restes neandertals han estat trobades en diversos llocs de la península Ibèrica. Un crani de neandertal va ser trobat a la pedrera de Forbes de Gibraltar en el 1848: convertí el Regne Unit en el primer estat on s'han trobat restes de neandertals. Els neandertals no eren reconeguts com una espècie separada fins al descobriment de les restes de Neandertal (Alemanya) en el 1856. Posteriors descobriments neandertals a Gibraltar també han inclòs el crani d'un nen de quatre anys i excrements conservats a la part superior de petxines de musclos fornejades.
A Zafarraya, una mandíbula neandertal i eines mosterianes, associades a la cultura neandertal, van ser trobades en el 1995. La mandíbula estava datada al voltant del 28000 aC i les eines al voltant del 25000 aC. Aquestes dates fan de les restes de Zafarraya les evidències més joves dels neandertals i han ampliat en la línia de temps la seva existència. La més recent data de les restes també proporciona la primera evidència d'una coexistència entre els neandertals i l'humà modern. La cova Arbreda a Catalunya conté pintures rupestres aurinyacianes, així com antigues restes dels neandertals. Alguns també han apuntat que les noves restes en la península Ibèrica suggereixen que els neandertals van ser expulsats de l'Europa central per l'humà modern cap a la península Ibèrica, on van buscar refugi.

## Paleolític superior

### A principis del Paleolític superior
La cultura châtelperroniana (típicament associada amb l'humà de Neandertal) es troba a la regió cantàbrica i a Catalunya.
La cultura aurinyaciana (treball de l'homo sapiens) la succeeix i té la periodització següent:
- Aurinyacià arcaic: es troba a Cantàbria (coves de Morín i el Pendo), on alterna amb el de Catalunya. Les datacions de carboni-14 (¹⁴C) per a la cova de Morín són relativament tardanes en el context europeu: c. 28500 aC, però les dates de l'ocupació per al Pendo (on és més vell que les capes châtelperronianes) han de ser de data anterior.
- Aurinyacià típic: es troba a Cantàbria (Morín, el Pendo, Castillo), el País Basc (Santimamiñe) i Catalunya. Les datacions de radicarboni donen les dates següents: 32425 i 29515 aC.
- Aurinyacià evolucionat: és trobat a Cantàbria (Morin, el Pendo, El Otero, Hornos de la Peña), Astúries (el Cierro, el Conde) i Catalunya.
- Aurinyacià final: a Cantàbria (el Pendo), després de l'interval gravetià.

## Prehistòria dels Països Catalans
La prehistòria als Països Catalans comprèn el període des de l'aparició de l'humà a la constatació dels primers testimonis escrits. La prehistòria es coneix gràcies a l'arqueologia. Entre Catalunya i el País Valencià, hi ha una certa continuïtat en el desenvolupament prehistòric. Les Illes Balears, en canvi, són un món a part; Mallorca i Menorca pertanyien a civilitzacions sense connexió continental, mentre que Eivissa i Formentera, tradicionalment s'ha cregut que no estaven habitades fins a l'arribada dels fenicis, però aquesta suposició està en revisió.

Animació representant la tècnica Levallois per a fer estris de pedra en la prehistòria

A la Catalunya Nord, s'hi han trobat, a la cova de l'Aragó a Talteüll, fòssils d'humans anteriors a la dels neandertals, i aquestes restes són entre les més antigues dels Països Catalans i d'Europa.
Al Principat de Catalunya, els primers poblaments que s'han trobat són del Paleolític mitjà, amb la mandíbula de Banyoles com a fòssil prominent. Els jaciments del període mosterià de Catalunya més coneguts són l'Abric Romaní i l'estació Agut a Capellades, Moià i la cova de les Teixoneres a Reus.
Al País Valencià, les primeres restes de poblament també corresponen al Paleolític mitjà, amb els jaciments principals de la cova Negra (Bellús i Xàtiva), la cova de la Petxina (Bellús) i la cova del Cochino (Villena) amb restes dels neandertals.
A les Illes Balears en sentit estricte (Mallorca i Menorca), els primers artefactes humans s'han trobat a la cova del Canet de Mallorca i s'han datat de 7220 aC. Els primers fòssils humans s'han trobat a la cova de Muleta de Sóller que, datats amb el carboni 14, han donat uns 5.500 anys d'antiguitat. La cultura dels talaiots no apareixeria fins a 1.500 anys després.
A Eivissa, es detecten uns canvis de fauna a la cova des Pouàs (datats del cinquè mil·lenni) difícils d'explicar sense la intervenció humana (Alcover, 1994).
A l'illa de Mallorca, la seva extensió superficial (3.600 km²) permet considerar-la com un únic territori de captació de recursos d'una població caçadora recol·lectora. D'acord amb Gamble (1990), l'illa hauria d'estar poblada per més d'una banda (aproximadament una banda són 30 persones) i el màxim demogràfic seria d'unes 500 persones. Extrapolant aquesta dada, la totalitat dels Països Catalans (68.500 km²) estarien habitats en el Paleolític per unes 10.000 persones.
Els habitatges protegits com les coves proporcionen la majoria de restes que s'han conservat del Paleolític; per això, s'estima que aquest tipus d'hàbitat està sobrerepresentat i que de la immensa majoria dels habitatges a l'aire lliure, segurament molt abundants, és difícil trobar-ne res. També s'ha de tenir en compte que els ossos no es conserven en terrenys àcids, que són freqüents al nord del Llobregat, en determinats punts del País Valencià (com la serra d'Espadà) i a la meitat de Menorca.
Les principals mostres d'art d'aquest període als Països Catalans es troben en coves del País Valencià com la cova del Parpalló. Cap a final del Paleolític, a Catalunya, es trobarà en l'extrem nord de l'art rupestre en el que s'anomena art rupestre llevantí o “pintors de les serres”, per exemple a la cova del Cogul a Les Garrigues.
Al País Valencià, estan testimoniades les eines de pedra típiques del Paleolític superior mediterrani successivament: gravetià, solutrià, epigravetià i magdalenià. Les coves més explorades són les del Parpalló i de les Meravelles (Gandia), de les Rates Penades i del barranc Blanc (Ròtova), de les Malladetes (Barx), del Volcà del Far (Cullera). El nivell amb restes del magdalenià i solutrià només s'ha trobat al Parpalló; l'abundor de troballes d'artefactes i d'art contrasta amb els pocs fòssils d'ossos humans que s'hi han trobat. El País Valencià, hi ha nombroses i famoses pintures prehistòriques de l'art rupestre llevantí (que arriben també als territoris veïns d'Aragó, Múrcia i Catalunya). Van des de les muntanyes de les comarques dels Ports i del Maestrat (amb l'emblemàtic grup del barranc de la Valltorta, Gasulla d'Ares) al centre del país: Dosaigües, Aiora, Bicorb (cova de l'Aranya) i fins a Alcoi (cova de la Sarga). L'art rupestre llevantí mostra representacions esquemàtiques i dinàmiques de caceres. La cronologia d'aquestes representacions artístiques ha estat molt discutida: si bé al principi es consideraven del Paleolític superior, actualment es pensa que són del Neolític.
A Mallorca i Menorca, no s'ha testimoniat un poblament paleolític. Fins al Neolític, a la fi del tercer mil·lenni aC o començament del segon mil·lenni, no hi ha restes d'un poblament generalitzat.
El neolític significa una revolució, en passar d'una economia humana basada en la caça i la recol·lecció a una altra d'agrícola i ramadera. Mesolític o epipaleolític és el període de transició entre el Paleolític i el neolític, quan el clima ja es va fer més càlid però encara no s'havia adoptat l'agricultura ni la ramaderia. A Catalunya és típica la ceràmica impresa o montserratina, més coneguda com la variant de la ceràmica cardial que estava estesa sobre gran part de Catalunya i que, a més, arribava més al nord, amb la ceràmica impresa del Llenguadoc i cap al sud amb la ceràmica impresa del País Valencià. Va ser en el segon Neolític quan es van conrear les planes i les terres baixes i allí es feien els sepulcres de fossa, que a la península només es troben a Catalunya, però que estan relacionats amb una cultura d'Europa occidental (Chassey, Lagozza, Cortaillod), malgrat que els prehistoriadors van estar durant anys considerant-los una manifestació de la cultura d'Almeria. Al País Valencià, les principals coves amb restes del Neolític són: la cova de la Sarsa, a Bocairent, i la de l'Or, a Beniarrés, amb ceràmica impresa cardial. Abans del 5000 aC, ja comença a la cova de l'Or el neolític, amb conreu de blat i ordi.
Del megalitisme propi d'aquesta època, Lluís Pericot va recollir 211 dòlmens catalans (a més de 46 de dubtosos), situats en un mapa junt amb els del Rosselló (39 dòlmens).
A Catalunya, fa uns 4.000 anys, l'esperança de vida era d'uns 26 anys.

### Prehistòria de Catalunya
Hi ha moltes restes arqueològiques que mostren un antic poblament en la prehistòria de Catalunya, fins que el territori entrà en el període històric amb la pràctica de l'escriptura per part dels ibers, grecs i cartaginesos.
Se sap que estava poblada en el Paleolític inferior, establint-se entre un milió i vuit-cents mil anys enrere la presència de l'Homo antecessor, però la informació que n'ha quedat és escassa. De fa 450.000 anys data l'humà de Talteüll.
Del Paleolític mitjà, ha quedat establert que hi havia l'humà de Neandertal. D'aquesta època és la mandíbula de Banyoles, la dent incisiva inferior i la mandíbula de la cova del Gegant de Sitges, l'abric Romaní, les restes de la cova de les Teixoneres,el jaciment de la bòbila Sugranyes o la cova del Rinoceront.
En el neolític apareixen restes de sepultures de fossa. Cap al 6000 aC és quan es poden datar els primers dòlmens i altres monuments megalítics catalans. Juntament amb aquests, apareixen mostres de terrissa decorada amb petxines (ceràmica cardial).
Catalunya entraria en l'edat dels metalls gràcies al coure, poc abans del 2000 aC, amb influència de cultures de vas campaniforme europees.
L'arribada dels pobles indoeuropeus cap al 1000 aC significà un canvi profund en la tecnologia. Introduïren, per exemple, els ritus d'incineració (camps d'urnes), estengueren l'agricultura i la ramaderia i introduïren l'ús del ferro (edat hallstàttica), encara que aquest ús no arrelà fins a la influència de les cultures gregues i fenícia.

### Prehistòria del País Valencià

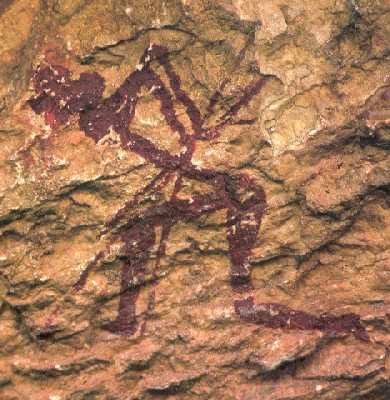
Pintura rupestre del barranc de la Valltorta, l'Alt Maestrat

La prehistòria al País Valencià fa referència al període que comprèn des del Paleolític (a l'entorn del 350000 aC), amb l'aparició dels primers pobladors, fins a l'ocupació dels pobles colonitzadors (grecs, fenicis i cartaginesos; al voltant del 500 aC), en l'actual territori del País Valencià.
Al voltant de l'any 350000 aC es documenta la presència dels primers pobladors a l'actual territori del País Valencià, en la Cova de Bolomor. Sobre el 50000 aC, els neandertals van ocupar la regió, portant una vida completament nòmada. La Cova Negra representa bé aquest període. A l'entorn del 30000 aC, els neandertals es van extingir, i la regió llevantina fou un dels últims territoris que van ocupar, donant pas a l'ésser humà anatòmicament modern. Aquest canvi va suposar una millora en l'economia i en la tecnologia emprada, i l'art va fer les seues primeres aparicions. Al contrari que en altres regions de la península Ibèrica, com en la cornisa cantàbrica, on l'art parietal va ser predominant, en el territori valencià l'art paleolític més comú va ser l'art moble, i n'és la Cova del Parpalló un referent a nivell mundial.
Amb l'arribada de l'agricultura i la ramaderia va començar el Neolític (5500 aC aprox.), i fou el País Valencià un dels seus primers testimonis. Es va introduir la ceràmica, destacant la ceràmica cardial a la Mediterrània, i es van poblar assentaments importants com la cova de l'Or o el mas d'Is. També l'art rupestre es troba ben representat, i és abundant en regions com la Valltorta o el pla de Petracos, aquest últim Patrimoni de la Humanitat.

## Anotacions
1. ↑  F. Jordá Cerdá et al., Historia de España I: Prehistoria, 1986. ISBN 84-249-1015-X
2. 1 2  Víctor M. Guerrero. El poblamiento inicial de la Isla de Mallorca Complutum extra 1996
3. ↑  Lluís Plantalamor Massanet Prehistoria de las islas Baleares Espacio, Tiempo y Forma, Serie I, Prehistoria y Arqueoiogia, t. 10, 1997, págs. 325-389
4. ↑  E. Ripoll Perelló La catalogación de los dólmenes pirenaicos a Espacio, Tiempo y Forma, S. I, Prehist. y Arqueo!., t. 2, 1989, pàgs. 445-451
5. ↑  Josep Castany Noves aportacions al megalitisme de l'interior de Catalunya
6. ↑  Carbonell i Roura, Eudald. El complex del pleistocè mitjà del Puig d'en Roca.  CSIC, 1998, p.38. ISBN 8400067568.
7. ↑  «Mamuts i caçadors al sud de Catalunya».   El Punt Avui, 11-05-2013. [Consulta: 26 febrer 2012].